# Бен Кросс
Бен Кросс (англ. Ben Cross), повне ім'я Га́ррі Бе́рнард Кросс (англ. Harry Bernard Cross) (16 грудня 1947, Лондон, Велика Британія — 18 серпня 2020) — британський театральний та кіноактор. Прославився після виходу на широкий екран кінострічки «Вогняні колісниці», в якій він зіграв роль спортсмена-бігуна Гарольда Абрахамса.

## Біографія
Гаррі Бернард Кросс народився в Лондоні 16 грудня 1947. У ранньому підлітковому віці покинув домівку та почав заробляти на життя простою фізичною працею, яка не потребує спеціальних навичок. В цей же час почав грати на шкільній сцені — однією з перших вистав, у якій він узяв участь як актор, є спектакль «Ісус» (англ. «Jesus»). У 1970, маючи вже певний досвід акторської діяльності, вступив до Лондонської Королівської Академії драматичних мистецтв (англ. London's Royal Academy of Dramatic Arts). Після закінчення закладу працював у Королівському театрі (англ. Duke's Playhouse), де зіграв ролі у багатьох спектаклях, серед яких — «Макбет» та «Смерть комівояжера» Артура Міллера. По закінченні навчання разом з компанією «Prospect Theatre Company» відвідав Італію, СРСР, Гонконг та Німеччину. Також актор був задіяний у спектаклях «Перікл», «Дванадцята Ніч», «Королівське полювання за Сонцем», «Еквус» та ін. У 1976 відбувся дебют Кросса в кінематографі. У 1977 актор зіграв у воєнно-історичній кінострічці «Міст надто далеко», в цьому ж році приєднався до «Роял Шекспір Компані». В 1977 відбулася подія, яка визначить подальшу долю Бена Кросса як актора: він отримав головну роль у мюзиклі «I love My Wife» («Я кохаю свою дружину»). Акторська кар'єра Кросса продовжувала йти вгору. У 1978 актор отримав роль у знаменитому мюзиклі «Чикаго», двома роками пізніше — головну роль у кінострічці «Вогняні колісниці», успіх якої дозволив Кроссу вийти на міжнародний рівень. В цьому фільмі Кросс зіграв британського спортсмена-бігуна єврейського походження Гарольда Абрахамса, котрий щиро та наполегливо прагне до перемоги. Відзначившись у «Вогняних колісницях», у 1983 зіграв у телевізійному спектаклі «Цитадель», а в 1984 — у телевізійному мінісеріалі «Далекі павільйони» (англ. The Far Pavilions), який є екранізацією однойменної епічної новели британської письменниці Мері Маргарет Кей.
Бен Кросс залишався затребуваним у кінематографі протягом тривалого періоду часу. У 1991 актор знявся в телевізійному мінісеріалі «Чорні тіні» (англ. Dark Shadows), у 2000 — в кінострічці «Картопляна фабрика» (англ. The Potato Factory), яку було знято за однойменним оповіданням південноафриканського й австралійського письменника Брюса Кортні (англ. Bryce Courtenay). У 2006 вийшла телевізійна кінострічка з участю актора «Нюрнберг: нацисти на суді» (англ. Nuremberg: Nazis on Trial), в якій Кросс зіграв роль німецького державного діяча доби нацистів Рудольфа Гесса.
Крім зйомок у кіно, Бен Кросс займається також музикою (грає на піаніно), крім цього, пише сценарії та статті для різних друкованих видань Великої Британії. Однією з музичних робіт Кросса є мюзикл «Rage» («Гнів»), який набув чималої популярності, ставився в Лондоні та за його межами.

## Особисте життя
Був одружений двічі, має двох дітей від першого шлюбу — доньку Лорен (1978 року народження) та сина Теодора (1980 року народження). Як і Бен, його діти обрали як основну діяльність кінематограф: Теодор на даний момент працює актором, а Лорен — режисером та продюсером.
На даний момент актор розлучений.

## Цікаві факти
- Зріст актора становить 180 см.
- Крім англійської, володіє також німецькою, італійською та іспанською мовами.
- Є асоційованим членом Лондонської Королівської Академії драматичних мистецтв.
- Має англійські та ірландські корені.
- Проживав у чотирьох країнах світу — Британії, США, Іспанії й Австрії.
- Часто знімався в американських рекламних кліпах, найвідоміший серед яких — реклама фотоапарата «Polaroid Spectra», датована 1986 роком.
- У 1984 мав зустріч із реальним спортсменом-бігуном Джексоном Шольцем, який за сюжетом кінострічки «Вогняні колісниці» є одним із суперників героя Бена Кросса Гарольда Абрахамса.

## Фільми та серіали
| Рік       | Фільм                                                                   | Роль                        |
| --------- | ----------------------------------------------------------------------- | --------------------------- |
| 1972      | The Reprieve (Відтермінування)                                          | Більшовик                   |
| 1973      | Wessex Tales (Розповіді з Вессексу)                                     | Матвей Тайна                |
| 1974      | Great Expectations (Великі надії)                                       | Чоловік                     |
| 1977      | Lifeline to Cathy                                                       |                             |
| 1977      | A Bridge Too Far (Міст надто далеко)                                    | Солдат Бінс                 |
| 1979      | Strangers (Мандрівники)                                                 | Нік Кармос                  |
| 1979      | ITV Playhouse                                                           | Террі Джонс                 |
| 1980      | The Professionals (Професіонали)                                        | Стюарт                      |
| 1981      | Chariots of Fire (Вогняні колісниці)                                    | Гарольд Абрахамс            |
| 1981      | The Flame Trees of Thika (Палаючі дерева Тіки)                          | Іан                         |
| 1982      | Play for Today                                                          | Саймон                      |
| 1982      | Coming Out of the Ice (Крига скресає)                                   | Генерал Тухачевський        |
| 1983      | The Citadel (Фортеця)                                                   | Ендрю Менсон                |
| 1983      | What the Dickens!                                                       | Чарльз Дікенс               |
| 1984      | The Far Pavilions (Далекі павільйони)                                   | Еш                          |
| 1985      | L'attenzione                                                            | Альберто                    |
| 1985      | The Assisi Underground (Ассізі під землею)                              | Падре Руфіно                |
| 1986      | The Twilight Zone (Зона сутінків) (епізод Абетка Диявола)               | Фредерік                    |
| 1986      | Strong Medicine (Потужні ліки)                                          | Мартін Тейлор               |
| 1988      | The Unholy (Слуга Диявола)                                              | Отець Майкл                 |
| 1988      | Paperhouse (Паперовий будинок)                                          | Батько Медден               |
| 1988      | Steal the Sky (Вкрадені небеса)                                         | Мунір Редфа                 |
| 1989      | Pursuit (Гонитва)                                                       | Генерал Бенджамін Гросман   |
| 1989      | La bottega dell'orefice                                                 | Стефане                     |
| 1989      | Nightlife (Нічне життя)                                                 | Влад                        |
| 1991      | Dark Shadows (Чорні тіні)                                               | Варнава Колінз              |
| 1991      | She Stood Alone                                                         | Вільям Ллойд Гаррісон       |
| 1991      | Eye of the Widow (Око вдови)                                            | Нассірі                     |
| 1992      | The Diamond Fleece (Діамантове руно)                                    | Рік Данн / Алекс Броєр      |
| 1992      | Tales from the Crypt (Історії зі склепу)                                | Бенджамін Полоскі           |
| 1992      | Live Wire (Дріт під напругою)                                           | Михаїл Рашид                |
| 1993      | Embrasse-moi vite!                                                      | Кен Макферсон               |
| 1993      | Les audacieux (Відважний)                                               | Кампанья                    |
| 1993      | The Criminal Mind (Кримінальне мислення)                                | Карло Аугустіне             |
| 1994      | Honey Sweet Love                                                        | Персона                     |
| 1994      | Cold Sweat (Холодний піт)                                               | Марк Кегілл                 |
| 1994      | The Ascent (Сходження)                                                  | Майор Фаррел                |
| 1995      | Hellfire (Пекельний вогонь)                                             | Маріус Карно                |
| 1995      | First Knight (Перший лицар)                                             | Принц Малагент              |
| 1995      | Temptress (Спокусниця)                                                  | Доктор Самудая              |
| 1995      | The House That Mary Bought (Будинок, який купила Мері)                  | Малколм Клоуз               |
| 1996      | Poltergeist: The Legacy (Полтергейст: Спадок)                           | Семюель Варден              |
| 1996      | El último viaje de Robert Rylands (Остання мандрівка Роберта Райландса) | Кромер                      |
| 1997      | 20,000 Leagues Under the Sea (20 000 льє під водою)                     | Капітан Немо                |
| 1997      | The Corporate Ladder (Корпоративна драбина)                             | Джей Вільямс                |
| 1997      | The Invader (Окупант)                                                   | Ренн                        |
| 1997      | Solomon (Соломон)                                                       | Соломон                     |
| 1998      | I guardiani del cielo                                                   | Майкл Шеннон, Задік         |
| 1999      | The Venice Project (Венеціанський проект)                               | Руді Местрі, Бішоп Орсіні   |
| 2000      | The Potato Factory (Картопляна фабрика)                                 | Айкі Соломон, Ройбан Ройбан |
| 2001      | Young Blades (Молоді леза)                                              | Кардинал Рішельє            |
| 2001      | The Order (Таємниця ордена)                                             | Майор Бен Нер               |
| 2002      | She Me and Her                                                          | Девід Грінбаум              |
| 2002      | The Red Phone: Manhunt (Гаряча лінія: Розшук)                           | Найджел Болістер            |
| 2003      | Trial & Retribution (Суд та покарання)                                  | Сержант Тейлор Метьюз       |
| 2003      | The Red Phone: Checkmate (Гаряча лінія: Поразка)                        | Найджел Болістер            |
| 2004      | Spartacus (Спартак)                                                     | Тіт Глабр                   |
| 2005      | Icon (Ікона)                                                            | Анатолій Грішин             |
| 2005      | The Mechanik (Механік)                                                  | Вільям Бартон               |
| 2006      | Behind Enemy Lines II: Axis of Evil (За лінією ворога-2: Вісь зла)      | Тім Мекі                    |
| 2006      | S.S. Doomtrooper                                                        | Професор Ульман             |
| 2006      | Undisputed II: Last Man Standing (Незаперечний-2)                       | Стівен Паркер               |
| 2006      | Hannibal (Ганнібал)                                                     | Фабій Максім                |
| 2006      | Nuremberg: Nazis on Trial (Нюрнберг: Нацисти на суді)                   | Рудольф Гесс                |
| 2006      | Wicked Little Things (Маленькі гріхи)                                   | Аарон Генкс                 |
| 2007      | Grendel (Грендель)                                                      | Король Гротгер              |
| 2007      | When Nietzsche Wept (Коли Ніцше плакав)                                 | Йозеф Броєр                 |
| 2007      | Finding Rin Tin Tin (Знаходження Рін Тін Тіна)                          | Ніколаус                    |
| 2007      | Species: The Awakening (Особа: Пробудження)                             | Том                         |
| 2008      | Lost City Raiders (Мисливці за скарбами)                                | Ніколас Філімінов           |
| 2009      | Star Trek (Зоряний шлях)                                                | Сарек                       |
| 2009      | Hellhounds (Пекельні гончаки)                                           | Король Леандр               |
| 2010      | The Guardian (Охоронець)                                                | Сержант                     |
| 2010      | Ben Hur (Бен Гур)                                                       | Імператор Тіберій           |
| 2011      | Ice (Крига)                                                             | Стефан                      |
| 2011      | Super Tanker                                                            | Роберт Джордан              |
| 2011      | William & Kate (Вільям та Кейт)                                         | Принц Чарльз                |
| 2011      | Hawthorne (Гоуторн)                                                     | Епізод                      |
| 2012      | Black Forest (Темний ліс)                                               | Кезмар                      |
| 2012—2013 | Teenage Mutant Ninja Turtles (Ніндзя-черепашки)                         | Доктор Майндстронг          |
| 2013      | Jack the Giant Killer (Джек-Великий Вбивця)                             | Агент Гінтон                |
| 2013—2014 | Банші (серіал)                                                          | Містер Реббіт               |
| 2018      | Категорія 5 (The Hurricane Heist)                                       | Діксон                      |
| 2022      | Здобич для Диявола (The Devil's Light)                                  | кардинал Метьюз             |